# Hydrogensíran sodný
Hydrogensíran sodný je bílá krystalická anorganická látka se vzorcem NaHSO4. Jedná se o sodnou sůl kyseliny sírové, kde je nahrazen jen jeden ze dvou vodíků sodíkem, což způsobuje, že pH jeho vodných roztoků je kyselé (1molární roztok dosahuje pH cca 1).

## Výroba
Tato látka je obvykle vyráběna reakcí hydroxidu sodného a kyseliny sírové, dle rovnice:

{\displaystyle \mathrm {NaOH+H_{2}SO_{4}\ \to \ NaHSO_{4}+H_{2}O} }
Důležité pro tuto reakci je, že není použito velké množství hydroxidu sodného, aby nedocházelo ke vzniku síranu sodného. Reakce probíhá se zředěnými, zahřátými roztoky, které jsou v průběhu míchány.
Obdobně lze použít místo hydroxidu chlorid. Reakce pak probíhá následně:

{\displaystyle \mathrm {NaCl+H_{2}SO_{4}\ \to \ NaHSO_{4}+HCl} }
Vzniklý produkt je obvykle kontaminovanější (v porovnání s hydroxidovou výrobou), avšak je mnohem levnější díky nízké ceně a vysoké dostupnosti chloridu sodného.

## Reakce
Tato látka se chová velice obdobně jako kyselina sírová. Z mnoha látek (kupříkladu z octanu sodného) přebíhá sodný iont a nahrazuje ho svým vodíkovým iontem, reaguje tedy:

{\displaystyle \mathrm {NaHSO_{4}+CH_{3}COONa\ \rightarrow \ Na_{2}SO_{4}+CH_{3}COOH} }
Tato reakce může probíhá obdobně s uhličitanem, chloridem, fosforečnanem, dusičnanem, a jinými látkami.
Tato látka se při zahřívání na vysokou teplotu (t>315 °C) rozkládá, vzniká disíran sodný a voda, dle rovnice:

{\displaystyle \mathrm {2\,NaHSO_{4}\ {\xrightarrow[{}]{t}}\ Na_{2}S_{2}O_{7}+H_{2}O} }
Tato reakce je však vratná.

## Použití
Tato látka se běžně používá na snižování pH, je totiž méně nebezpečná v porovnání třeba s kyselinou sírovou.
Hydrogensíran sodný se používá jako přídatná látka (spolu se síranem sodným pod označením E 514). Dále bývá používán jako dezinfekce bazénů, zabraňuje totiž množení bakterií.